# Grand Prix de la ville d'Angoulême
Il Grand Prix de la ville d'Angoulême è un premio assegnato durante il Festival international de la bande dessinée d'Angoulême a un autore di fumetti, solitamente un disegnatore, per il suo contributo nel mondo dei fumetti.
Il premio deve essere assegnato a un autore, non necessariamente francofono, ancora in vita al momento dell'assegnazione. Solitamente il vincitore del premio diventa presidente della giuria dell'anno successivo; in alcuni anni sono stati conferiti dei premi speciali, spesso in corrispondenza dell'anniversario del festival.

## I vincitori
| Anno | Autore                 | Nazionalità | Anno di nascita e morte | Note                                                                  |
| ---- | ---------------------- | ----------- | ----------------------- | --------------------------------------------------------------------- |
| 1974 | André Franquin         | Belgio      | 1924-1997               |                                                                       |
| 1975 | Will Eisner            | Stati Uniti | 1917-2005               |                                                                       |
| 1976 | Pellos                 | Francia     | 1900-1998               |                                                                       |
| 1977 | Jijé                   | Belgio      | 1914-1980               |                                                                       |
| 1978 | Jean-Marc Reiser       | Francia     | 1941-1983               |                                                                       |
| 1979 | Marijac                | Francia     | 1908-1994               |                                                                       |
| 1980 | Fred                   | Francia     | 1931-2013               |                                                                       |
| 1981 | Moebius                | Francia     | 1938-2012               |                                                                       |
| 1982 | Paul Gillon            | Francia     | 1926-2011               |                                                                       |
| 1983 | Jean-Claude Forest     | Francia     | 1930-1998               |                                                                       |
| 1983 | Claire Bretécher       | Francia     | 1940-2020               | Premio speciale per il decimo anniversario della manifestazione       |
| 1984 | Jean-Claude Mézières   | Francia     | 1938                    |                                                                       |
| 1985 | Jacques Tardi          | Francia     | 1946                    |                                                                       |
| 1986 | Jacques Lob            | Francia     | 1932-1990               |                                                                       |
| 1987 | Enki Bilal             | Francia     | 1951                    |                                                                       |
| 1988 | Philippe Druillet      | Francia     | 1944                    |                                                                       |
| 1988 | Hugo Pratt             | Italia      | 1927-1995               | Premio speciale per il quindicesimo anniversario della manifestazione |
| 1989 | René Pétillon          | Francia     | 1945-2018               |                                                                       |
| 1990 | Max Cabanes            | Francia     | 1947                    |                                                                       |
| 1991 | Gotlib                 | Francia     | 1934-2016               |                                                                       |
| 1992 | Frank Margerin         | Francia     | 1952                    |                                                                       |
| 1992 | Morris                 | Belgio      | 1923-2001               | Premio speciale per il ventesimo anniversario della manifestazione    |
| 1993 | Gérard Lauzier         | Francia     | 1932-2008               |                                                                       |
| 1994 | Nikita Mandryka        | Francia     | 1940                    |                                                                       |
| 1995 | Philippe Vuillemin     | Francia     | 1958                    |                                                                       |
| 1996 | André Juillard         | Francia     | 1948                    |                                                                       |
| 1997 | Daniel Goossens        | Francia     | 1954                    |                                                                       |
| 1998 | François Boucq         | Francia     | 1955                    |                                                                       |
| 1999 | Robert Crumb           | Stati Uniti | 1943                    |                                                                       |
| 1999 | Albert Uderzo          | Francia     | 1927-2020               | Premio speciale per il millennio                                      |
| 2000 | Florence Cestac        | Francia     | 1949                    |                                                                       |
| 2001 | Martin Veyron          | Francia     | 1950                    |                                                                       |
| 2002 | François Schuiten      | Belgio      | 1956                    |                                                                       |
| 2003 | Régis Loisel           | Francia     | 1951                    |                                                                       |
| 2004 | Zep                    | Svizzera    | 1967                    |                                                                       |
| 2004 | Joann Sfar             | Francia     | 1971                    | Premio speciale per il trentesimo anniversario della manifestazione   |
| 2005 | Georges Wolinski       | Francia     | 1934-2015               |                                                                       |
| 2006 | Lewis Trondheim        | Francia     | 1964                    |                                                                       |
| 2007 | José Antonio Muñoz     | Argentina   | 1942                    |                                                                       |
| 2008 | Dupuy e Berberian      | Francia     | 1960 e 1959             |                                                                       |
| 2009 | Blutch                 | Francia     | 1967                    |                                                                       |
| 2010 | Baru                   | Francia     | 1947                    |                                                                       |
| 2011 | Art Spiegelman         | Stati Uniti | 1948                    |                                                                       |
| 2012 | Jean-Claude Denis      | Francia     | 1951                    |                                                                       |
| 2013 | Bernard Willem Holtrop | Paesi Bassi | 1941                    |                                                                       |
| 2013 | Akira Toriyama         | Giappone    | 1955                    | Premio speciale per il quarantesimo anniversario della manifestazione |
| 2014 | Bill Watterson         | Stati Uniti | 1958                    |                                                                       |
| 2015 | Katsuhiro Ōtomo        | Giappone    | 1954                    |                                                                       |
| 2016 | Hermann Huppen         | Belgio      | 1938                    |                                                                       |
| 2017 | Cosey                  | Svizzera    | 1950                    |                                                                       |
| 2018 | Richard Corben         | Stati Uniti | 1940                    |                                                                       |
| 2019 | Rumiko Takahashi       | Giappone    | 1957                    |                                                                       |
| 2020 | Emmanuel Guibert       | Francia     | 1964                    |                                                                       |
| 2021 | Chris Ware             | Stati Uniti | 1967                    |                                                                       |
| 2022 | Julie Doucet           | Canada      | 1965                    |                                                                       |
| 2023 | Riad Sattouf           | Francia     | 1978                    |                                                                       |
| 2024 | Posy Simmonds          | Regno Unito | 1945                    |                                                                       |
| 2025 | Anouk Ricard           | Francia     | 1970                    |                                                                       |